# Umbral (arquitectura)

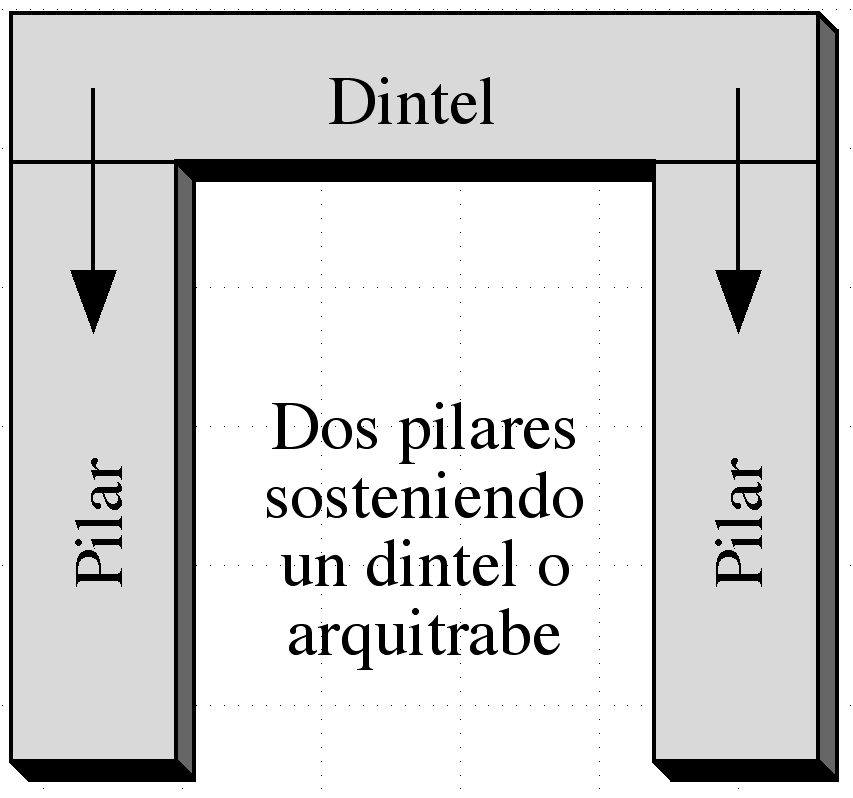
El umbral está justo debajo del dintel.

En arquitectura, se denomina umbral (de lumbral, con pérdida de la l inicial por confusión con el artículo y este derivado del latín limināris, y este derivado de limen, -ĭnis 'umbral', influenciado por lumen 'lumbre') a la parte inferior del acceso a través de una puerta donde es necesario pisar, justo debajo del dintel y flanqueado por las jambas.
Se puede denominar así mismo a la misma viga colocada como dintel y que soporta al muro.
Umbral es el madero que atraviesa sobre los largueros de una puerta o ventana.